# Dimitri Peters
Dimitri Peters (n. 4 mai 1984, Glyaden, Altai Krai⁠(d), RSFS Rusă, URSS) este un judocan ce a reprezentat Germania, medaliat olimpic. A participat la o ediție a Jocurilor Olimpice (2012) în care a câștigat o medalie de bronz.

## Participări
Lista de mai jos prezintă principalele competiții la care a participat Dimitri Peters de-a lungul carierei.
- judo at the 2012 Summer Olympics – men's 100 kg[*]